# OCLC
OCLC er en stor leverandør af biblioteksydelser med hjemsted i Dublin, Ohio, USA, og et stort antal lokalkontorer. Virksomheden blev grundlagt i 1967 af Fred Kilgour og drives af et almennyttigt selskab med 57.000 medlemsbiblioteker i 112 lande. Navnet var oprindelig en forkortelse for Ohio College Library Center, men oversættes i dag til Online Computer Library Center. Medlemsbibliotekerne får adgang til OCLCs store bibliotekskatalog "WorldCat" og omfattende forskningsresultater.
En afdeling for mikrofilm, digitalisering og opbevaring kaldes OCLC Preservation Service Center , og har hjemsted i Bethlehem, Pennsylvania.
OCLC er også medejer af OCLC PICA, en leverandør af bibliotekssystemer med sæde i Leiden i Holland.
Da OCLC købte Forest Press i 1988, overtog det også varemærke- og ophavsrettighederne til klassificeringssystemet Dewey Decimal Classification, som i store dele af verden har samme dominerende stilling som DK5 Decimalklassedelingen på danske folkebiblioteker.
WebJunction er en afdeling af OCLC, som blev etableret gennem en donation fra Bill and Melinda Gates Foundation.
Dublin Core er en standard for metadata, som er navngivet efter byen Dublin i Ohio, hvor OCLC har hjemme. OCLC var drivkraften ved udviklingen af standarden.

## WorldCat
OCLCs største aktivitet er bibliotekskatalogen WorldCat, som er verdens største bibliografiske database med 227 millioner katalogposter (maj 2011 ). Medlemsbibliotekerne deles om opgaven med at katalogisere nye bøger og får sammen andel i hele databasen. OCLC vedligeholder selv software til opkobling på databasen, bl.a. Connexion (indført i 2001 ).
Der findes endda et projekt kaldet Open WorldCat, som skal gøre indholdet i WorldCat tilgængeligt for alle på internettet, uanset om de er medlemmer af konsortiet. Dette system nås også fra søgefunktionerne på Yahoo eller Google. Imidlertid spredes WorldCat-databasen ikke gratis, da det ville fjerne fordelen ved at være medlem af OCLC. Fra at oprindeligt at have omfattet udvalg, udvidedes Open WorldCat i efteråret 2004 til at omfatte samtlige bøger på WorldCat. I efteråret 2005 indførtes wiki-lignende funktion, hvor internetbrugerne kan tilføje kommentarer og anmeldelser.

## Eksterne kilder
- OCLC
- WorldCat